# Phylloporia ribis
Phylloporia ribis (Schumacher) Ryvarden, 1978 è un fungo basidiomicete della famiglia Hymenochaetaceae.

## Descrizione della specie

### Carpoforo
10–15 cm di diametro x 1 cm di spessore, a mensola, con la superficie vellutata, di colore bruno-rossastro poi bruno-nerastro

### Tubuli
lunghi 2–3 mm.

### Pori
tondi, stretti, di colore bruno-rossiccio.

## Microscopia

### Spore
Ellissoidali, gialle in massa.

## Distribuzione e habitat
Fruttifica, in più esemplari uniti, alla base di cespugli, soprattutto appartenenti al genere Ribes ed Euonymus

## Commestibilità
Non commestibile.

## Sinonimi e binomi obsoleti
- Agaricus ribis (Schumach.) Dubois, Méth. Pl. Orléans: 178 (1803)
- Boletus ribis Schumach., Enum. pl. (Kjbenhavn) 2(2): 386 (1803)
- Cryptoderma ribis (Schumach.) Imazeki, Bull. Tokyo Sci. Mus. 6: 107 (1943)
- Fomes cytisi (Britzelm.) Sacc. & Traverso, Syll. fung. (Abellini) 19: 710 (1910)
- Fomes euonymi (Kalchbr.) Cooke, Hyménomycètes (Alençon): 685 (1885)
- Fomes jasmini (Quél.) Lloyd, Mycol. Writ. 4 (Synopsis of the Genus Fomes): 254 (1915)
- Fomes lonicerae (Weinm.) Gillet, Hyménomycètes (Alençon): 684 (1878)
- Fomes lonicerae subsp. euonymi (Kalchbr.) Sacc., Syll. fung. (Abellini) 6: 182 (1888)
- Fomes lonicerae var. euonymi (Kalchbr.) Cooke, Grevillea 14(no. 69): 18 (1885)
- Fomes pectinatus var. jasmini (Quél.) Sacc. & Traverso, Syll. fung. (Abellini) 19: 716 (1910)
- Fomes ribis (Schumach.) Fr., Champ. Fr.: 685 (1878)
- Inonotus ribis (Schumach.) Maire, Fungi Maroccani: 84 (1938)
- Ochroporus ribis (Schumach.) J. Schröt., in Cohn, Krypt.-Fl. Schlesien (Breslau) 3.1(25–32): 486 (1888) [1889]
- Phellinus jasmini Quél., Assoc. Franç. Avancem. Sci., Congr. 20: 6 (1891)
- Phellinus pectinatus var. jasmini (Quél.) Quél., Assoc. Franç. Avancem. Sci., Congr. 20: 469 (1891)
- Phellinus ribis (Schumach.) Quél., Enchir. fung. (Paris): 173 (1886)
- Phellinus ribis f. crataegi (Bourdot & Galzin) Pilát, Atlas Hub Evropských. III Polyporaceae - Houby chorošovité (Praha): 529 (1942)
- Phellinus ribis f. cytisi (Britzelm.) Pilát, Atlas Hub Evropských. III Polyporaceae - Houby chorošovité (Praha): 529 (1942)
- Phellinus ribis f. ephedrae-nebrodensis (Bourdot & Galzin) Pilát, Atlas Hub Evropských. III Polyporaceae - Houby chorošovité (Praha): 529 (1942)
- Phellinus ribis f. euonymi (Kalchbr.) Pilát, Atlas Hub Evropských. III Polyporaceae - Houby chorošovité (Praha): 529 (1942)
- Phellinus ribis f. jasmini (Quél.) Pilát, Atlas Hub Evropských. III Polyporaceae - Houby chorošovité (Praha): 529 (1942)
- Phellinus ribis f. ulicis (Bourdot & Galzin) Pilát, Atlas Hub Evropských. III Polyporaceae - Houby chorošovité (Praha): 529 (1942)
- Phellinus versatilis Quél., Compt. Rend. Assoc. Franç. Avancem. Sci. 18(2): 512 (1889)
- Phylloporia ribis f. euonymi (Kalchbr.) Bourdot & Galzin [as 'evonymi']
- Placodes ribis (Schumach.) Ricken, Vadem. Pilzfr.: 224 (1918)
- Polyporus cytisi Britzelm., Ber. naturw. Ver. Schwaben 29: 278 (1887)
- Polyporus euonymi Kalchbr., Math. Természettud. Közl. Magg. Tudom. Akad. 5: 207 (1867)
- Polyporus lonicerae Weinm.,: 102 (1825)
- Polyporus pedatus Velen., Mykologia (Prague) 2: 98 (1925)
- Polyporus ribesius Pers., Mycol. eur. (Erlanga) 2: 80 (1825)
- Polyporus ribis (Schumach.) Fr., Syst. mycol. (Lundae) 1: 375 (1821)
- Polyporus ribis f. euonymi (Fuckel) Jacz., Opredelitel' Gribov. Sovershennye Griby (Diploidnye Stadii). I. Fikomitsety (Moscow): 628 (1913)
- Polyporus ribis f. lonicerae (Weinm.) Jacz., Opredelitel' Gribov. Sovershennye Griby (Diploidnye Stadii). I. Fikomitsety (Moscow): 628 (1913)
- Polyporus ribis var. euonymi (Kalchbr.) Quél., Bull. Soc. bot. Fr. 23: 149 (1876)
- Polyporus ribis var. rosae Velen., České Houby 4-5: 676 (1922)
- Polyporus rosae Velen., Mykologia (Prague) 2: 98 (1925)
- Polyporus ulicis Boud., Bull. Soc. mycol. Fr. 33: 10 (1917)
- Pyropolyporus langloisii Murrill, Bull. Torrey bot. Club 30(2): 118 (1903)
- Pyropolyporus pectinatus var. jasmini (Quél.) Teng, Fungi of China (Ithaca): 342 (1996)
- Pyropolyporus ribis (Schumach.) Murrill, Bull. Torrey bot. Club 30(2): 118 (1903)
- Scindalma lonicerae (Weinm.) Kuntze, Revis. gen. pl. (Leipzig) 3(2): 519 (1898)
- Scindalma ribis (Schumach.) Kuntze, Revis. gen. pl. (Leipzig) 3(2): 519 (1898)
- Trametes euonymi Fuckel, Jb. nassau. Ver. Naturk. 23-24: 21 (1870) [1869-70]
- Trametes lonicerae (Weinm.) Fr., Summa veg. Scand., Section Post. (Stockholm): 323 (1849)
- Trametes ribis (Schumach.) Kalchbr., Math. Természettud. Közl. Magg. Tudom. Akad. 3: 221 (1865)
- Xanthochrous euonymi (Kalchbr.) Pat., Essai Tax. Hyménomyc. (Lons-le-Saunier): 101 (1900)
- Xanthochrous ribis (Schumach.) Pat., Essai Tax. Hyménomyc. (Lons-le-Saunier): 101 (1900)
- Xanthochrous ribis f. crataegi Bourdot & Galzin, Bull. trimest. Soc. mycol. Fr. 41(2): 205 (1925)
- Xanthochrous ribis f. ephedrae-nebrodensis Bourdot & Galzin, Bull. trimest. Soc. mycol. Fr. 41(2): 206 (1925)
- Xanthochrous ribis f. euonymi Bourdot & Galzin, Bull. trimest. Soc. mycol. Fr. 41(2): 205 (1925)
- Xanthochrous ribis f. ulicis Bourdot & Galzin, Bull. trimest. Soc. mycol. Fr. 41(2): 205 (1925)[2]